# Odleżyna

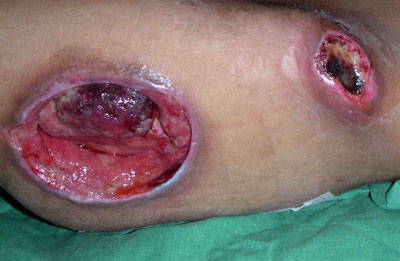
Odleżyny

Odleżyna (łac. decubitus) – ognisko martwicy przechodzące w owrzodzenie skóry, tkanki podskórnej, a nawet mięśni i kości, przeważnie wtórnie zakażone, które powstaje na skutek długotrwałego ucisku i związanego z tym niedotlenienia tkanek. Odleżyny mogą powstawać również w obrębie błony śluzowej. Odleżyny powstają w miejscach, w których części kostne stykają się z podłożem. Najczęściej powstają w okolicy kości krzyżowej, pośladków, na piętach i kostkach. Odleżyny najczęściej występują u chorych obłożnie, tych którzy mają trudności z poruszaniem się w łóżku i nieprzytomnych. 

## Klasyfikacja
Odleżyny mogą być klasyfikowane w skali Torrance’a:
- I stopień – blednące po lekkim ucisku zaczerwienienie, które jest efektem reaktywnego przekrwienia.

- II stopień – nieblednące zaczerwienienie, rumień nie ustępuje po zniesieniu ucisku. Lekki ucisk nie powoduje zniesienia zaczerwienienia. Może występować obrzęk, uszkodzenie naskórka i pęcherze. Często występuje ból.

- III stopień – uszkodzenie pełnej grubości skóry do tkanki podskórnej. Dno rany zawiera żółte masy rozpadających się tkanek lub czerwoną ziarninę, brzegi rany dobrze odgraniczone. Dookoła rany występuje rumień i obrzęk.

- IV stopień – uszkodzenie obejmuje tkankę podskórną. Dno rany zawiera martwicze masy koloru czarnego, brzeg rany jest zwykle dobrze odgraniczony, ale martwica może również obejmować otaczające tkanki.

- V stopień – głębsza martwica obejmuje głębsze tkanki, w tym powięzie i mięśnie, może zajmować również stawy i kości. Dno rany zawiera martwicze masy tkanek koloru czarnego.

## Profilaktyka i leczenie
Jako profilaktykę stosuje się zmiany pozycji nie rzadziej niż co 2 godziny. Jeżeli już dojdzie do powstania odleżyny, leczenie jest w ogólnym schemacie takie samo jak leczenie ran. Powinno się dbać o sterylność opatrunków. Wskazane jest chirurgiczne czyszczenie ran poprzez usuwanie martwych tkanek w obrębie rany. Zakażenie odleżyny grozi uogólnionym zakażeniem krwi organizmu, a poprzez to możliwością rozwoju sepsy i zgonu. Przeciwdziałać zakażeniu pomagają maści zawierające jodopowidon (preparat Polseptol), ziarninowanie rany przyśpieszają leki zawierające sól srebrową sulfatiazolu (preparat Argosulfan). Konieczna jest troskliwa pielęgnacja i niedopuszczenie do kolejnych odleżyn. Rokowanie jest dość poważne. Gdy odleżyna jest głęboka (sięga do kości) lub rozległa, bardzo trudno jest ją wyleczyć. W profilaktyce przydatne są materace i poduszki przeciwodleżynowe, a zwłaszcza dynamiczne materace zmiennociśnieniowe. Najważniejsza jest jednak zmiana pozycji ciała i pielęgnacja. Przydatna okazuje się być miejscowa terapia podciśnieniem (MTP, ang. Topical Negative Pressure Therapy, TNPT). Czasami stosuje się terapię sterylizowanymi radiacyjnie larwami much Phaenicia sericata do oczyszczania ran. Larwy te żywią się tylko uszkodzonymi chorobowo tkankami, nie niszcząc tkanek zdrowych.